# Haus Böttrich (Warburg)

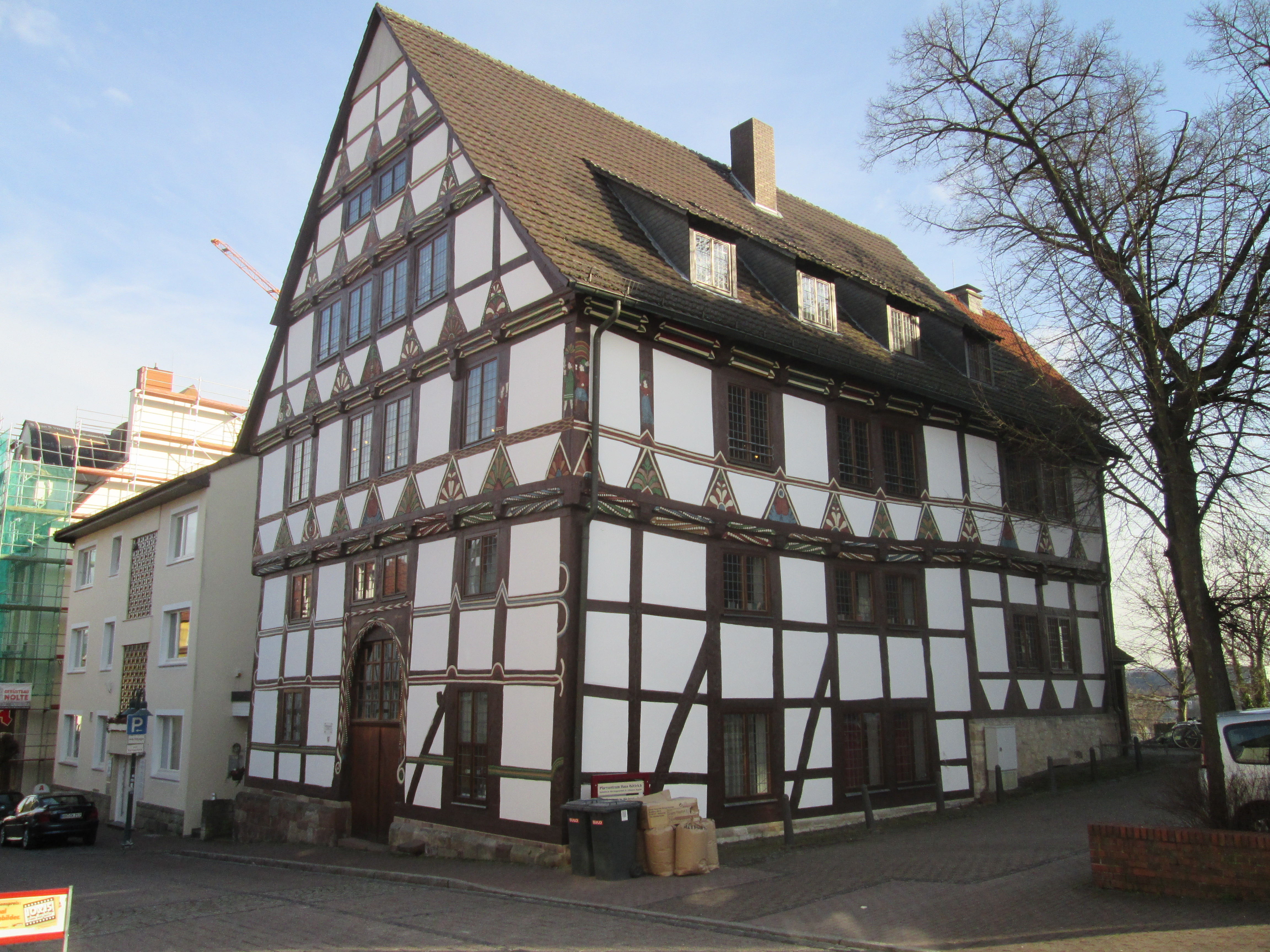
Haus Böttrich, Sternstraße 13 in Warburg

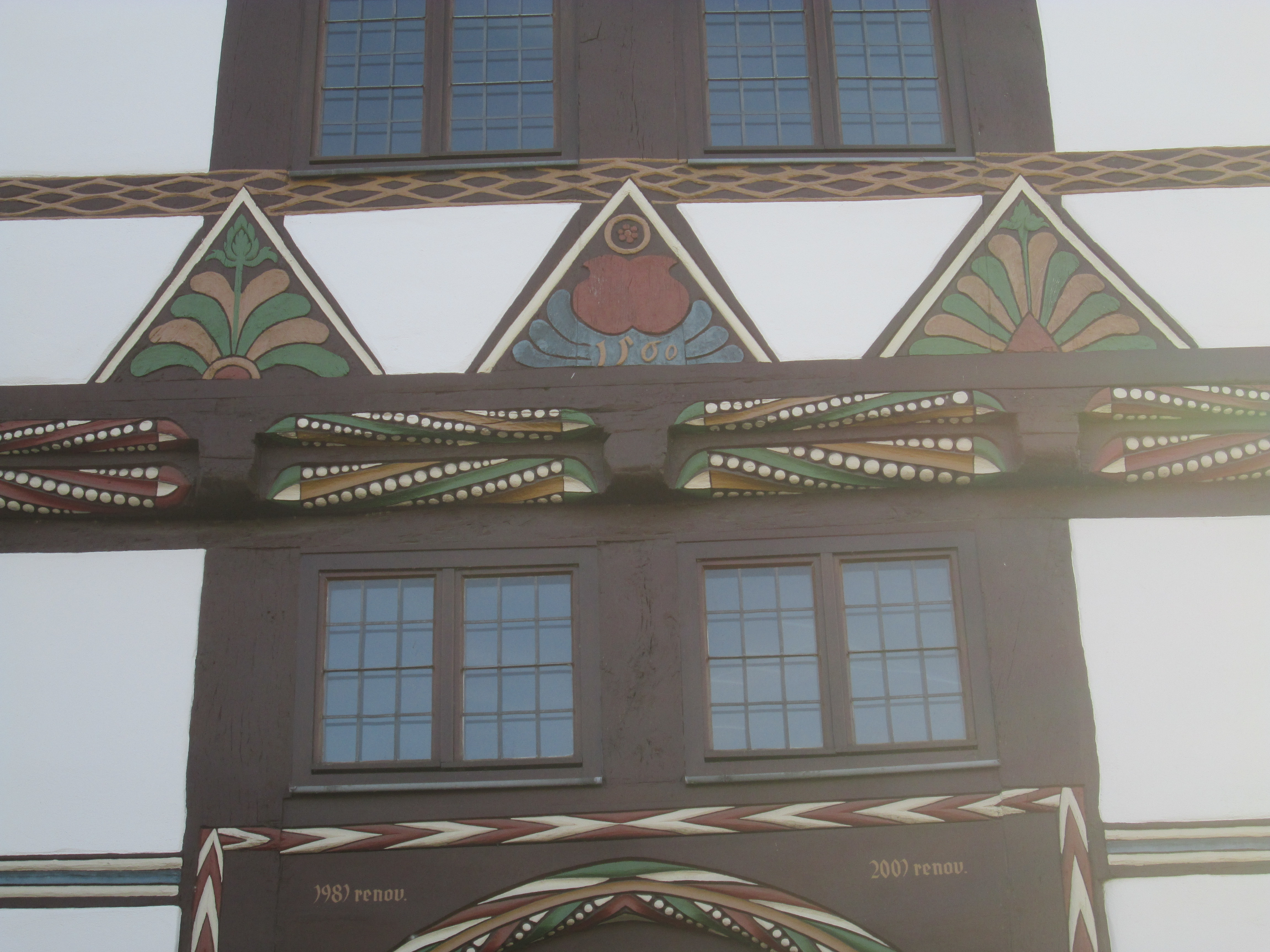
Fächerrosette mit Wappenschild und Richtdatum 1560 über dem Giebeleingang

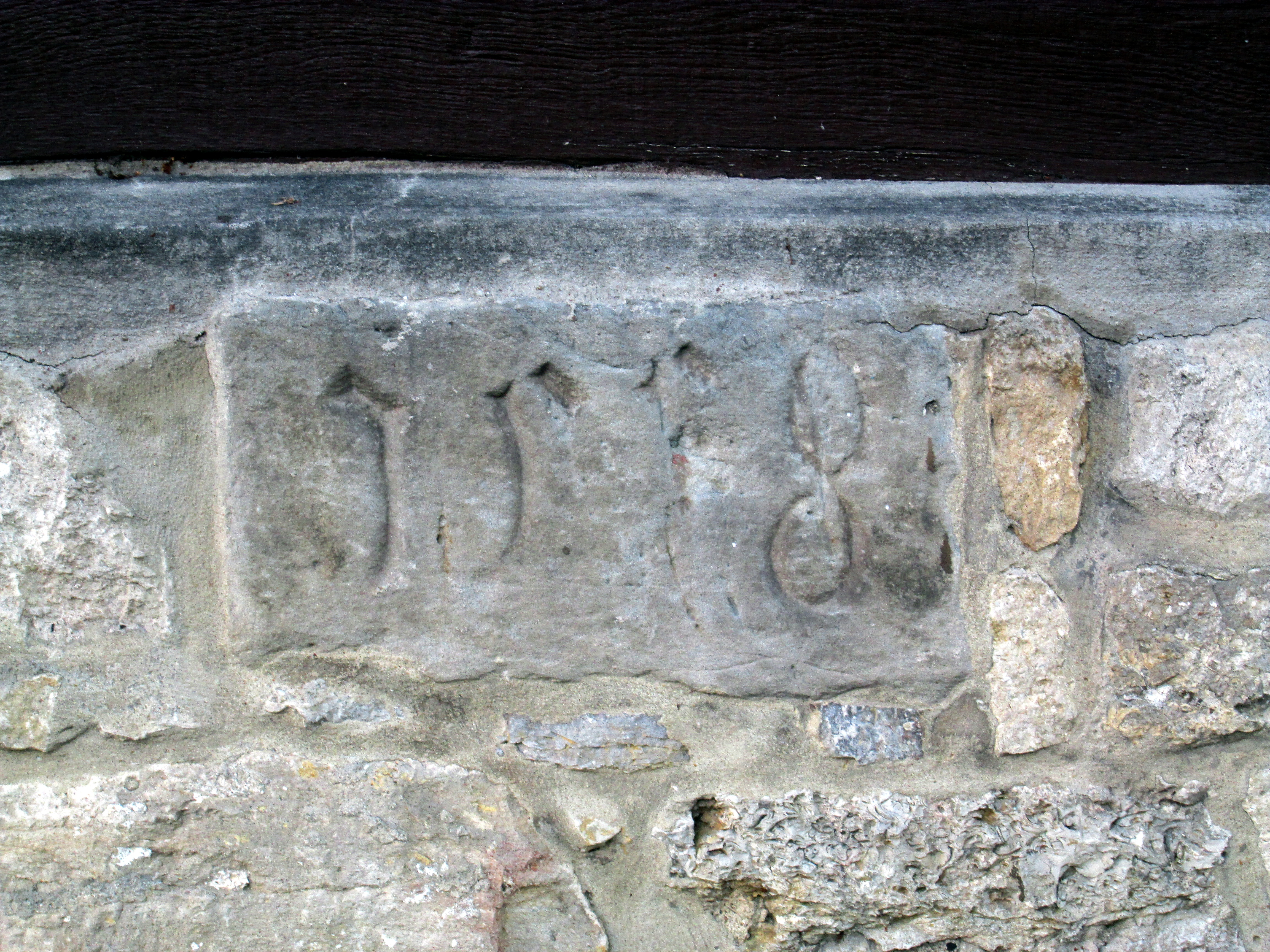
Kellerfenstersturz mit Inschrift der Grundsteinlegung 1558

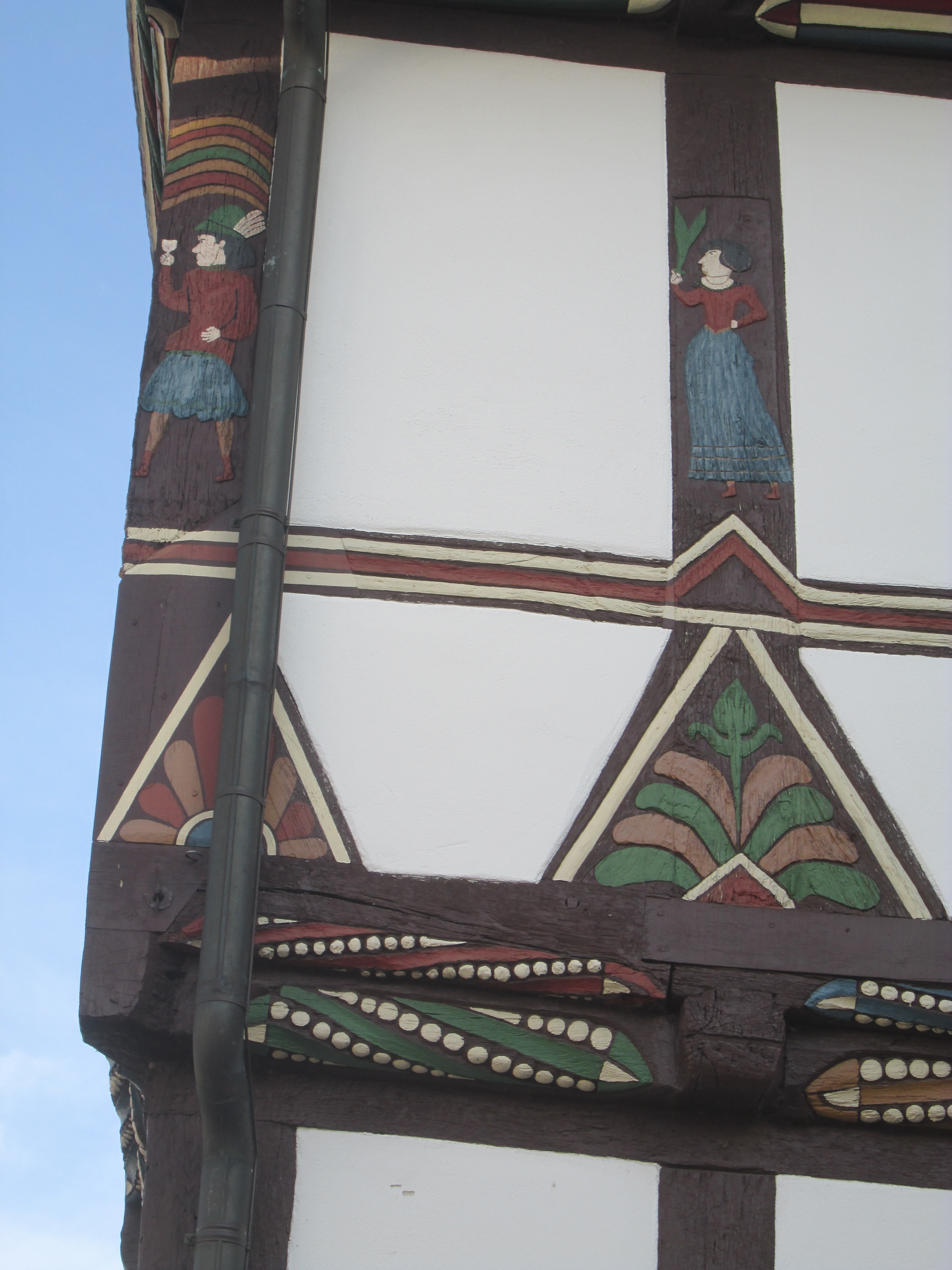
Figuren mit Renaissancekleidung an den Eckständern

Das Haus Böttrich ist ein bedeutendes historisches Bürgerhaus in Warburg, Deutschland. Es steht in der Sternstraße 13, wurde 1558 bis 1560 errichtet und ist als Kulturdenkmal ausgewiesen.

## Architektur
Das Haus wurde als einheitlicher dreigeschossiger Baukörper in Fachwerkbauweise errichtet. Der vordere Teil beinhaltet eine zweigeschossige Flettdeele mit zwei niedrigen Luchten, einen um 1600 eingebauten Kamin und eine Holzspindeltreppe, die zum Hinterhaus und auf die Speicherböden führt. Das Hinterhaus erstreckt sich über die gesamte Hausbreite und besteht aus einem großen Keller mit Quertonnengewölbe und einem Saal. Das allseits vorkragende Obergeschoss erstreckt sich über beide Teile und wurde ursprünglich – wie die Dachebenen – als Speicher genutzt. Der Straßengiebel kragt geschossweise weitere drei Mal vor.
Von außen wirkt das Fachwerk sehr kräftig mit bis zu 30 cm breiten Ständern. Das gesamte Fachwerk ist mit Renaissance-Ornamenten geschmückt. Die Schwellen und Füllhölzer sind mit gedrehten Perlstäben und Hohlkehlen verziert. Die Ständer und Fußstreben tragen fächerförmige und palmenförmige Schmuckelemente.

## Geschichte
Das Gebäude wurde von 1558 (Inschrift im Sturz des Gewölbekellerfensters) bis 1560 (Inschrift über dem Portal) errichtet. Der Bauherr ist unbekannt.
Im 18. Jahrhundert wurde das Gebäude von der Familie Böttrich erworben, die mehrere Bürgermeister der Neustadt stellte. Die noch bestehende Familie blickt auf folgende Stammreihe zurück:
Martin Böttrich, * um 1490 in Rüthen, 1546 Warburger Bürger
Joist Böttrich, * 1524 in Rüthen, 1551 Warburger Bürger, ⚭ 1556 mit Anna Beckmann, wohnhaft in der Wullenweberstraße in Warburg-Altstadt
Johann Böttrich, * 1565, erwähnt 1586–1617, ⚭ 1590 mit Elsa Ludeken
Joist Böttrich, * um 1590, Wegemeister in Busdorf 1617–54, ⚭ 1614 mit Anna Hegers
Berend Böttrich, * 1620, Bäcker in Busdorf, ⚭ 1645 mit Gertrud Müller aus Borgentreich
Heinrich Böttrich, * 1654, Müller in der Neustadt, Ratsherr 1697–1706, ⚭ 1680 mit Anna Maria Maler
Adam Böttrich, * um 1680, Müller, 1723–30 Bürgermeister der Altstadt, ⚭ 1715 mit Maria Elisabeth Hencken
Heinrich Adam Böttrich, * um 1720, Freigraf, 1750–60 Bürgermeister
Ignatz Böttrich, * um 1760, Freigraf, ⚭ 1792 mit Magdalena Hueck
Ignatz Böttrich, * 1800, Ratsherr und Weinherr, ⚭ mit Christine Weber, † 1826
Josef Böttrich, * 1839, Weinhändler, ⚭ mit Helene Niehaus, † 1903
Hanni Böttrich, * 1884, † 1968, Rudolf Böttrich * 1886, † 1964, Gertrud Böttrich, * 1892, † 1968
Nach dem Tod der letzten dort wohnenden Familienmitglieder erwarb die Stadt Warburg das Grundstück, um das Haus abzureißen und dort einen Parkplatz zu errichten. Durch eine Bürgerinitiative und mit Unterstützung des Landeskonservators von Westfalen-Lippe konnte das Haus zunächst gerettet werden. 1980 wurde es als Zentrum der Neustädter Pfarrgemeinde St. Johannes Baptista umgebaut und saniert.